# عبد الله أريبوف
عبدالله أريبوف أو عبد الله عارفوف (مواليد 24 مايو 1961) هو سياسي أوزبكي يشغل منصب رئيس الوزراء أوزبكستان منذ 14 ديسمبر 2016.